# توماس كونراد
توماس كونراد (بالألمانية: Thomas Konrad)‏ (5 نوفمبر 1989 ببروخزال في ألمانيا - ) هو لاعب كرة قدم ألماني في مركز قلب الدفاع. لعب مع نادي كارلسروه ونادي كارلسروه 2 ‏ ونادي دندي واينتراخت ترير 05 ‏.

## وصلات خارجية
- توماس كونراد على موقع قاعدة بيانات كرة القدم.إي يو (الإنجليزية)
- توماس كونراد على موقع بيانات كرة القدم. دي إي (الألمانية)
- توماس كونراد على موقع Soccerbase.com (لاعب) (الإنجليزية)
- توماس كونراد على موقع Soccerway.com (الإنجليزية)
- توماس كونراد على موقع عالم كرة القدم.نت (الإنجليزية)